# علی آقاحسینی
علی آقاحسینی (۱۳۴۱–۱۲۹۹ ش) از خوشنویسان و نستعلیق نویسان سده چهاردهم هجری است.
علی آقاحسینی در تهران به دنیا آمد و پس از پایان دبیرستان برای تحصیل علوم قدیم به مدرسه سپهسالار در تهران رفت.
در خوشنویسی از محضر محمدحسین خوشنویسان و میرزا حسن‌خان عاصمی استفاده کرد و سرانجام به مکتب عمادالکتاب راه یافت. او را از شاگردان معروف عماد الکتاب می‌شناسند و از دست او گواهی‌نامه خوشنویسی گرفت.
علی آقاحسینی در کلاس عمومی تعلیم خط هنرهای زیبا به عنوان استاد مشغول شد. آقاحسینی در خط نستعلیق به ویژه جلی خوش درخشیده‌است.
او شاگردانی چون عباس اخوین را تعلیم داد.